# Mapa babilónico del mundo
El Mapa de Babilonia del mundo (o Imago Mundi) es una  tablilla de arcilla Babilonia escrita en acadio, que contiene una representación conceptualizada del mundo conocido, con una corta y parcialmente perdida descripción, que data de aproximadamente el siglo VI a. C. (período neobabilónico  o aqueménida temprano).
El mapa está centrado en el Éufrates, fluyendo desde el norte hacia el sur. 
La ciudad de Babilonia se muestra en el Éufrates, en la mitad norte del mapa. La desembocadura del Éufrates está etiquetada como «pantano» y «desagüe». Susa, la capital de Elam, se muestra hacia el sur, Urartu al noreste, y Habban, la capital de los casitas, se muestra (incorrectamente) al noroeste. Mesopotamia está rodeada por un «río amargo» u océano circular, y ocho «regiones», representadas como secciones triangulares, se muestran más allá del océano. Se ha sugerido que la representación de estas regiones como triángulos podría indicar que fueron imaginadas como montañas.
La tableta fue descubierta en Sippar, en el valiato de Bagdad, unos 60 km al norte de Babilonia en la orilla este del río Éufrates. El texto se tradujo por primera vez en 1889. La tablilla de arcilla se encuentra en el Museo Británico (BM 92687).

## Descripción de las áreas mapeadas

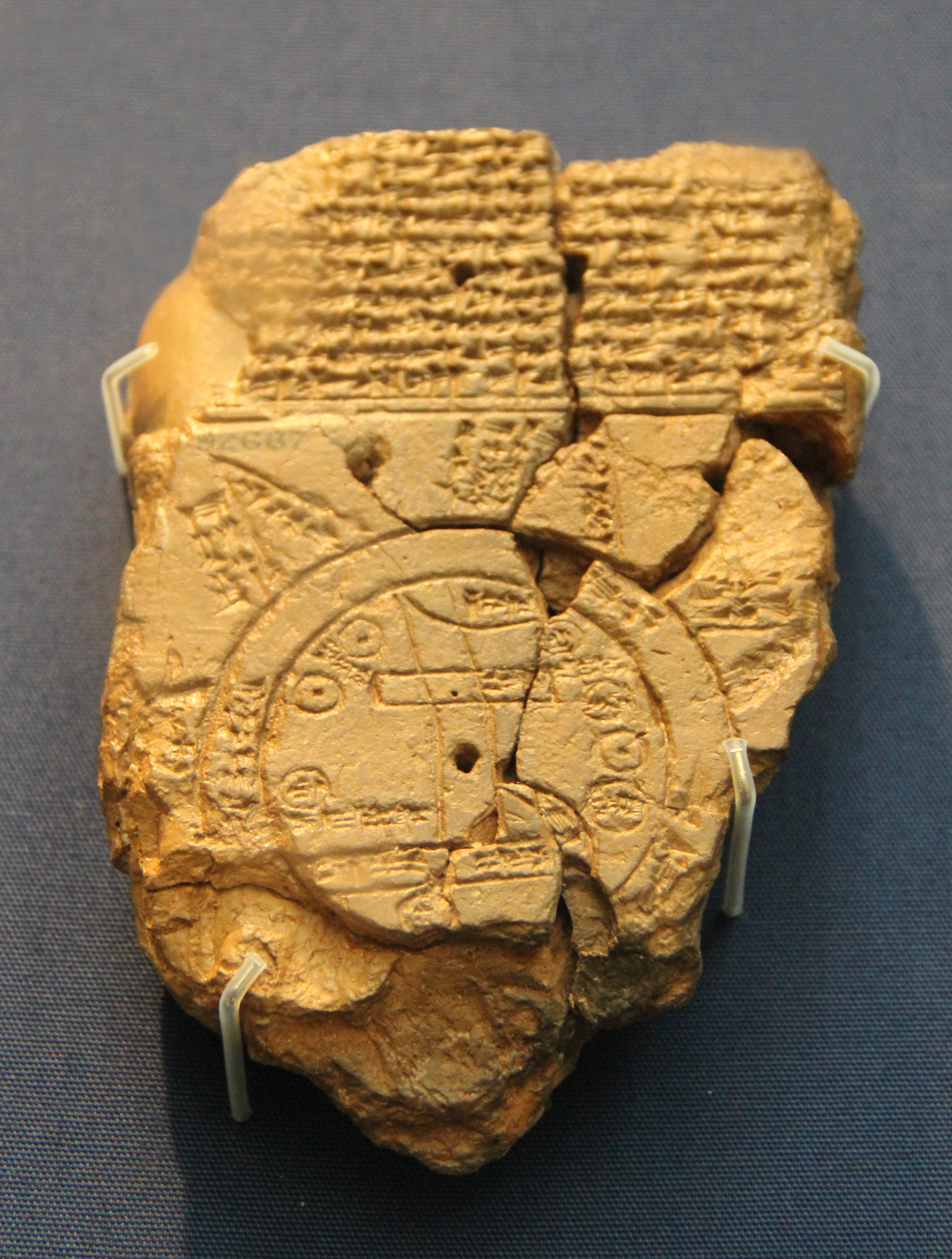
Mapa babilónico del mundo, 700-500 a. C.

El mapa es circular con dos círculos exteriores definidos. La escritura cuneiforme etiqueta todas las ubicaciones dentro del mapa circular, así como algunas regiones en el exterior. Los dos círculos exteriores representan el agua en el medio y están etiquetados como maratum «río amargo», el mar salado. Babilonia al norte del centro del mapa; las líneas paralelas en la parte inferior parecen representar las marismas del sur, y una línea curva que viene del norte, el noreste parece representar las montañas de Zagros.
Hay siete pequeños círculos interiores en las áreas perimetrales dentro del círculo, y parecen representar siete ciudades. Ocho secciones triangulares en el círculo externo (perímetro del agua) representan «regiones» denominadas (nagu). La descripción de cinco de ellas ha sobrevivido.
|  | 1. "Montaña" (du-ú) 2. "Ciudad" (uru) 3. Urartu (ú-ra-áš-tu) 4. Asiria (kuraš+šurki) 5. Der (dēr) 6. ¿? 7. Pantano ( ap-pa-ru ) 8. Susa (šuša) 9. Canal / "salida" (bit-qu) 10. Bit Yakin (bĩt-ia-'-ki-nu) | 11. "Ciudad" (uru) 12. Habban (ha-ab-ban) 13. Babilonia (tin.tirki), dividido por el Éufrates 14 – 17. Océano (agua salada, idmar-ra-tum) 18 – 22. "regiones" exteriores (nagu) 23 – 25. Sin descripción. |

Carlo Zaccagnini ha argumentado que el diseño del mapa babilónico del mundo puede haber persistido en el mapa de T en O de la Edad Media europea.

## Galería

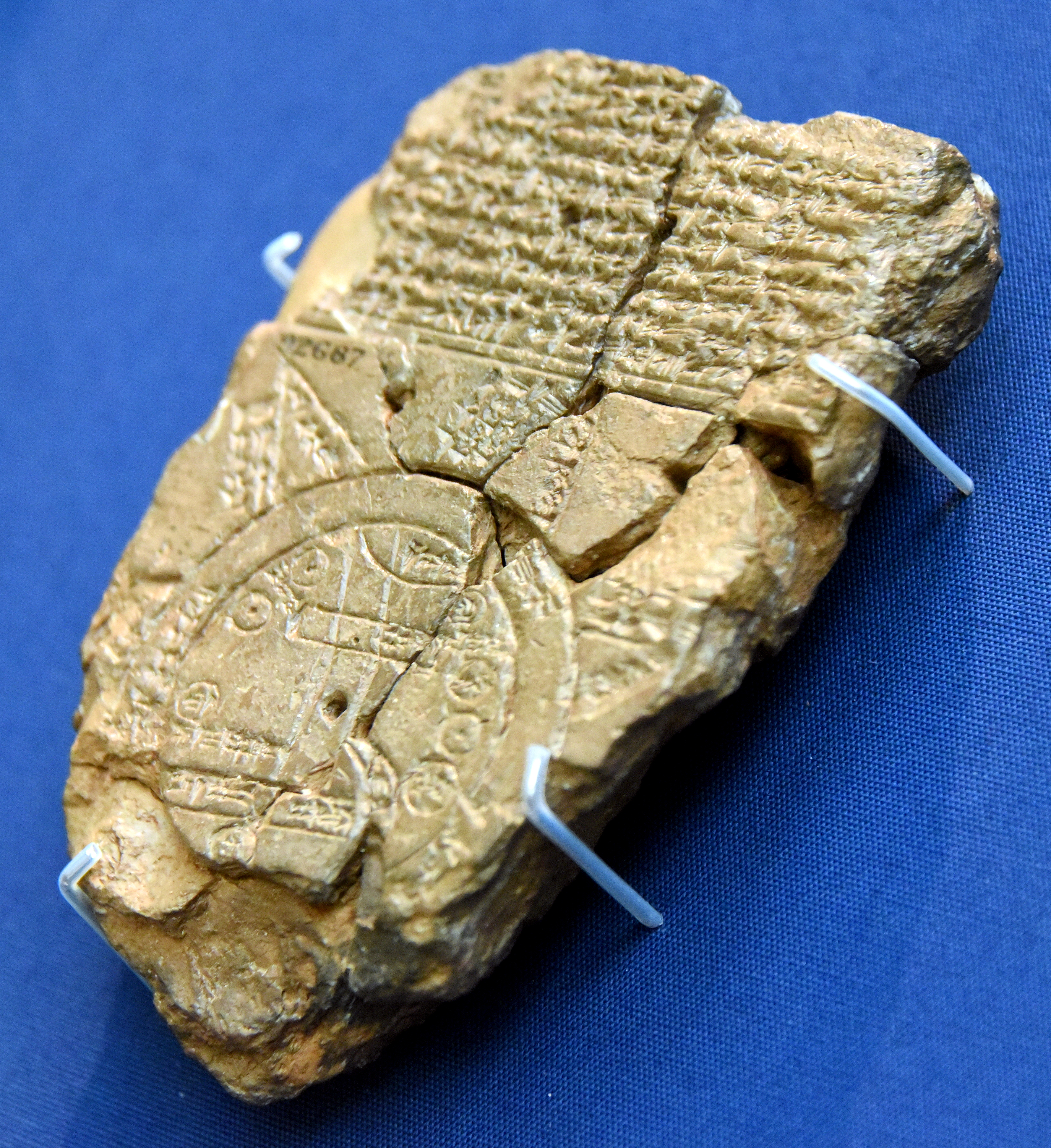
Mapa del mundo desde Sippar, Iraq. Siglo VI a. C. Museo Británico
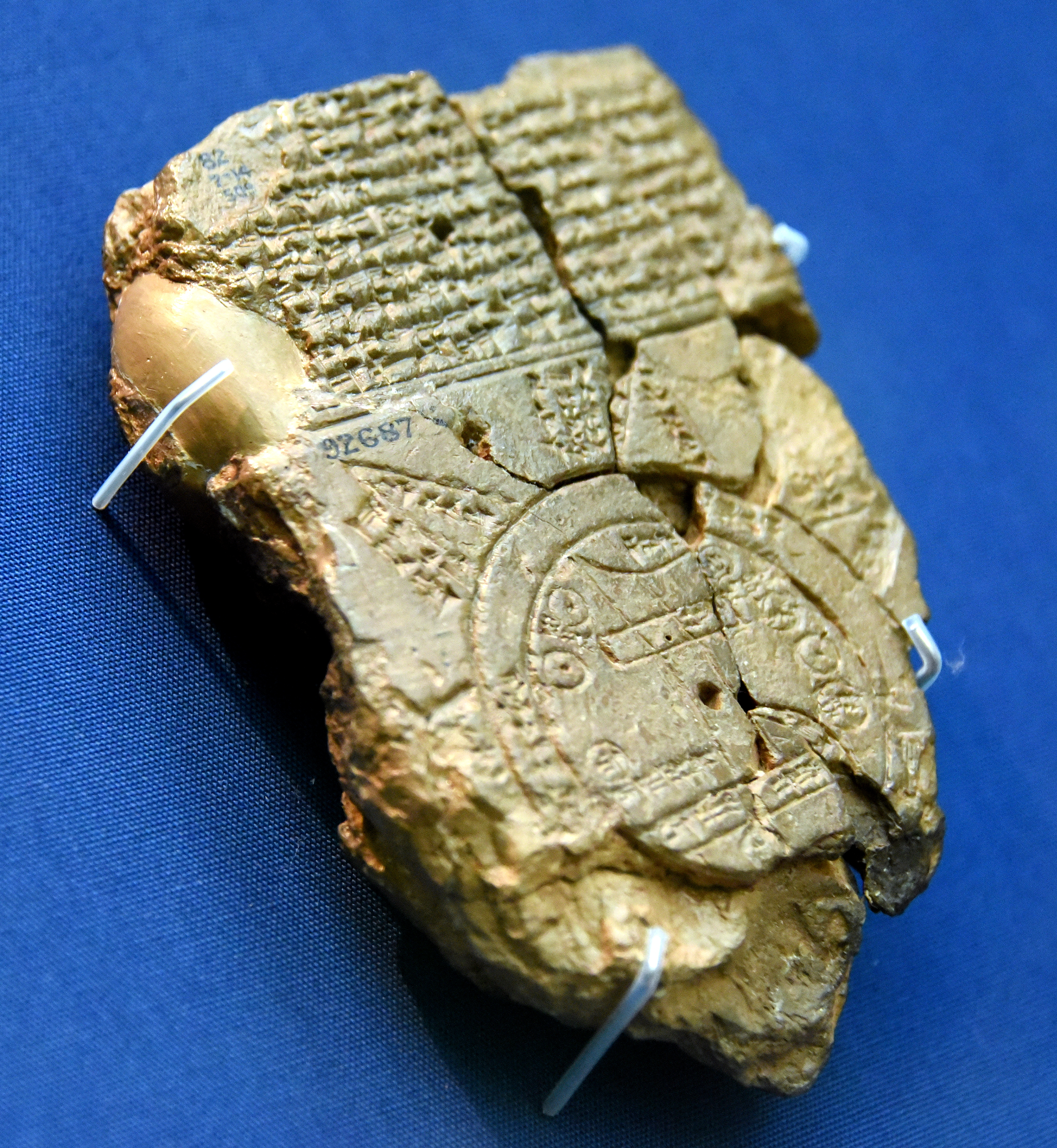
Mapa del mundo desde Sippar, Iraq, siglo VI a. C. Museo Británico
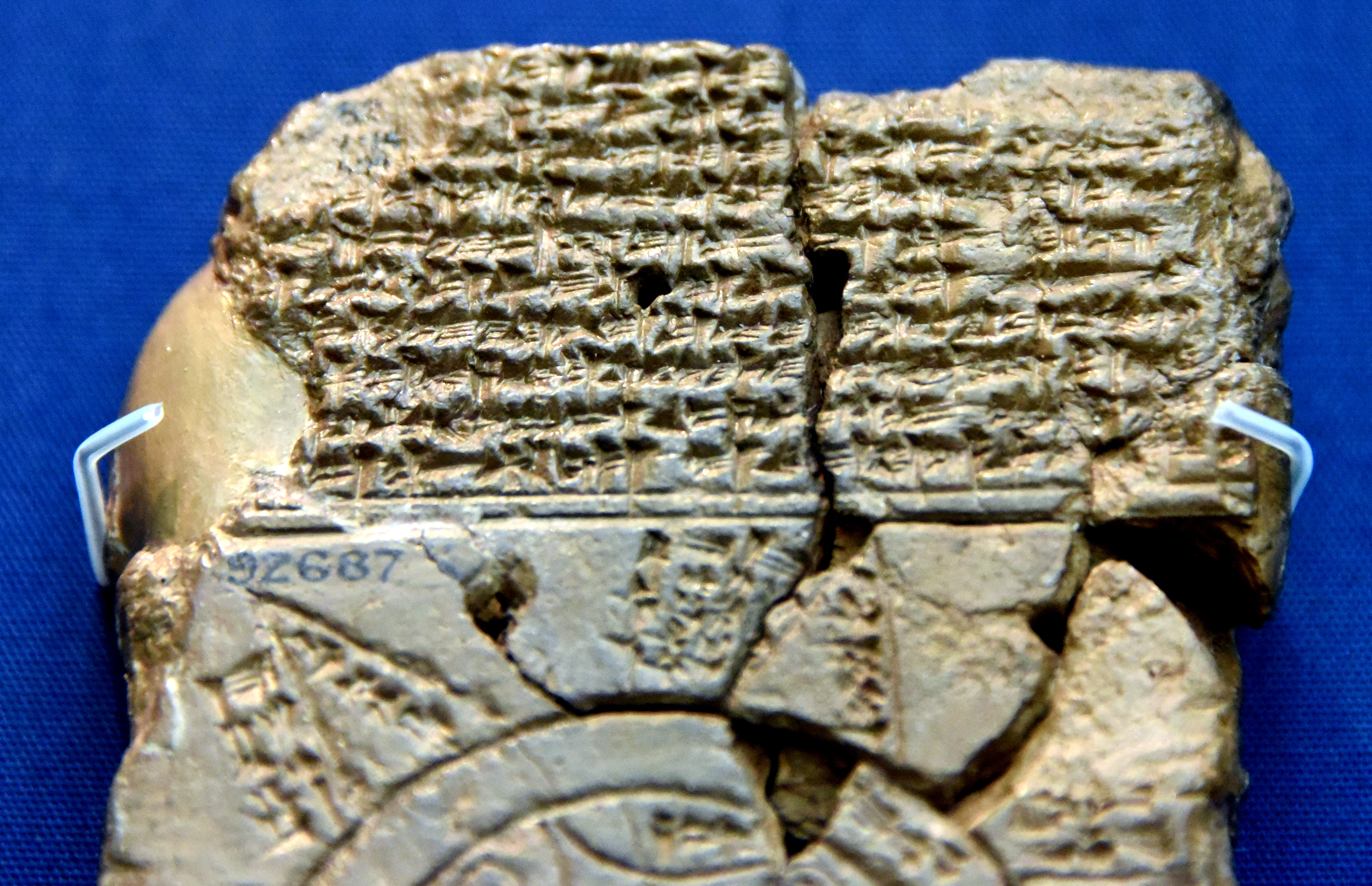
Mapa del mundo desde Sippar, Iraq, siglo VI a. C. Museo británico